# Haus Ley
Die Wasserburg Haus Ley ist eine ehemalige Wasserburg im gleichnamigen Ort in Engelskirchen (Nordrhein-Westfalen, Deutschland).
Der Ursprung der Burg ist mittelalterlich.
1370 wurde der geografische Ort erstmals unter der Bezeichnung zur Lyen von einem Siegburger Abt im Zusammenhang mit einem Lehen urkundlich genannt. Von Neuhoff, eine bergische Beamtenfamilie, besaß die Wasserburg vom 15. bis zum Aussterben der Neuhoffschen Linie im 17. Jahrhundert. Ein Graf Schwarzenberg erwarb darauf die Burg und ließ sie für die Errichtung eines neuen Herrenhauses gegen Ende des 17. Jahrhunderts abreißen. Seit dem 19. Jahrhundert wird das heute unter Denkmalschutz stehende Gebäude als landwirtschaftliches Unternehmen geführt.
Das Anwesen ist nur von außen zu besichtigen.